# 1212
Cette page concerne l'année 1212  du calendrier julien.
L'année 1212 est une année bissextile qui commence un dimanche.

## Événements
- Printemps : le prince khitan Ye-lu Liou-ko se révolte contre les Djürchet au sud-ouest de la Mandchourie dans la région du Liao Ho[1]. Devant leur supériorité numérique, il demande l’aide de Gengis Khan qui lui envoie son lieutenant Djebé. Ye-lu Liou-ko réussit à retrouver son indépendance et à rétablir l’empire des Khitans dans sa région d’origine autour de Liaoyang jusqu’à sa mort en 1220, en restant vassal de Gengis Khan.

- Révolte de Samarcande. Les Khwarezmiens sont massacrés. Ala ad-Din Muhammad réagit, prend la ville et massacre sa population, dont son beau-fils le sultan Osman, dernier des Qarakhanides[2].

- Jean de Brienne devient régent du royaume de Jérusalem pour sa fille Isabelle II de Jérusalem à la mort de Marie de Montferrat (fin en 1225)[3].
- 20 mai : le sultan d’Égypte al-Adel achève la construction d'une forteresse sur le mont Thabor qui domine la plaine d’Acre[4].

- Trois mille marchands Francs à Alexandrie[5].

### Europe
- Forte sècheresse en France[6].

- 2 février : Albert Ier devient duc de Saxe.
- 12 mars[7] : l’abbé de Cîteaux Arnaud Amaury, légat du pape, est établi archevêque de Narbonne, Guy, l’abbé des Vaux-de-Cernay évêque de Carcassonne la même année.
- 19 mars : fondation de l’ordre des « dames pauvres » ou ordre des Clarisses par Claire de Favorino sur le modèle des Franciscains[8]. Elle rédige une règle austère vers 1247-1252[9].

- 27 mars : début du règne d'Alphonse II le Gros (1185-1223), roi de Portugal (ou en 1211[10]).
- 5 - 9 avril : siège et prise d'Hautpoul par les croisés[11].
  - Simon IV de Montfort reprend une à une un certain nombre de cités de l'Albigeois et du Quercy qui s'étaient révoltés contre l'occupation des Croisés.

- 15 avril[12] : mort de Vsevolod III Vladimirski, prince de Vladimir. Il désigne le plus jeune de ses fils, Georges, pour lui succéder. L’aîné, Constantin, s’oppose au testament de son père et engage une guerre contre Georges.
- 3 - 7 mai : Henri Ier de Brabant, profitant de l'absence de la noblesse, saccage Liège et la Hesbaye[13]. Début de la guerre de la principauté de Liège contre le duché de Brabant (fin en 1214).
- 4 mai : Renaud de Dammartin fait hommage au roi Jean d'Angleterre[14]. Le roi de France prononce la commise (confiscation) du comté de Boulogne en réaction.

- 20 - 21 mai : prise de Saint-Antonin-Noble-Val par Simon de Montfort[15].
- Mai - Juin : début du prêche de Nicolas à Cologne (entre le 25 mars et le 13 mai[16]) et d'Étienne de Cloyes à Vendôme (juin)[17] ; Croisade des enfants français et allemands qui précède la cinquième croisade proprement dite (voir Latran IV). Des milliers de jeunes gens, qui suivent Étienne de Cloyes et le jeune Allemand Nicolas, affluent à Gênes et Marseille. Ils sont dispersés ou vendus comme esclaves dans les pays musulmans du Maghreb.
- 3 juin : Simon IV de Montfort commence le siège de Penne-d'Agenais après être entré dans Agen[18].
- 25 juin : translation d'un des bras de Saint Eloi (évêque de Noyon) en la cathédrale de Notre-Dame de Paris.
- 10 juillet : incendie de Londres. Il se produit aux deux extrémités du pont de Londres et provoque la mort de près de 3 000 personnes[19].

- 16 juillet : les royaumes chrétiens d'Espagne, la Castille, l'Aragon et la Navarre, remportent une victoire majeure sur les Arabes Almohades à la bataille de Las Navas de Tolosa. C'est la fin de la suprématie musulmane dans la péninsule ibérique. Al-Andalus, l'Espagne musulmane, se réduit rapidement au seul émirat de Grenade[20].
- 25 juillet : reddition du château de Penne[21]. Montfort assiège et prend le château de Biron. Marmande, Castelsarrasin et Verdun-sur-Garonne se soumettent[22].

- 14 août - 8 septembre : siège et prise de Moissac par les croisés. Massacre de la garnison toulousaine[23].

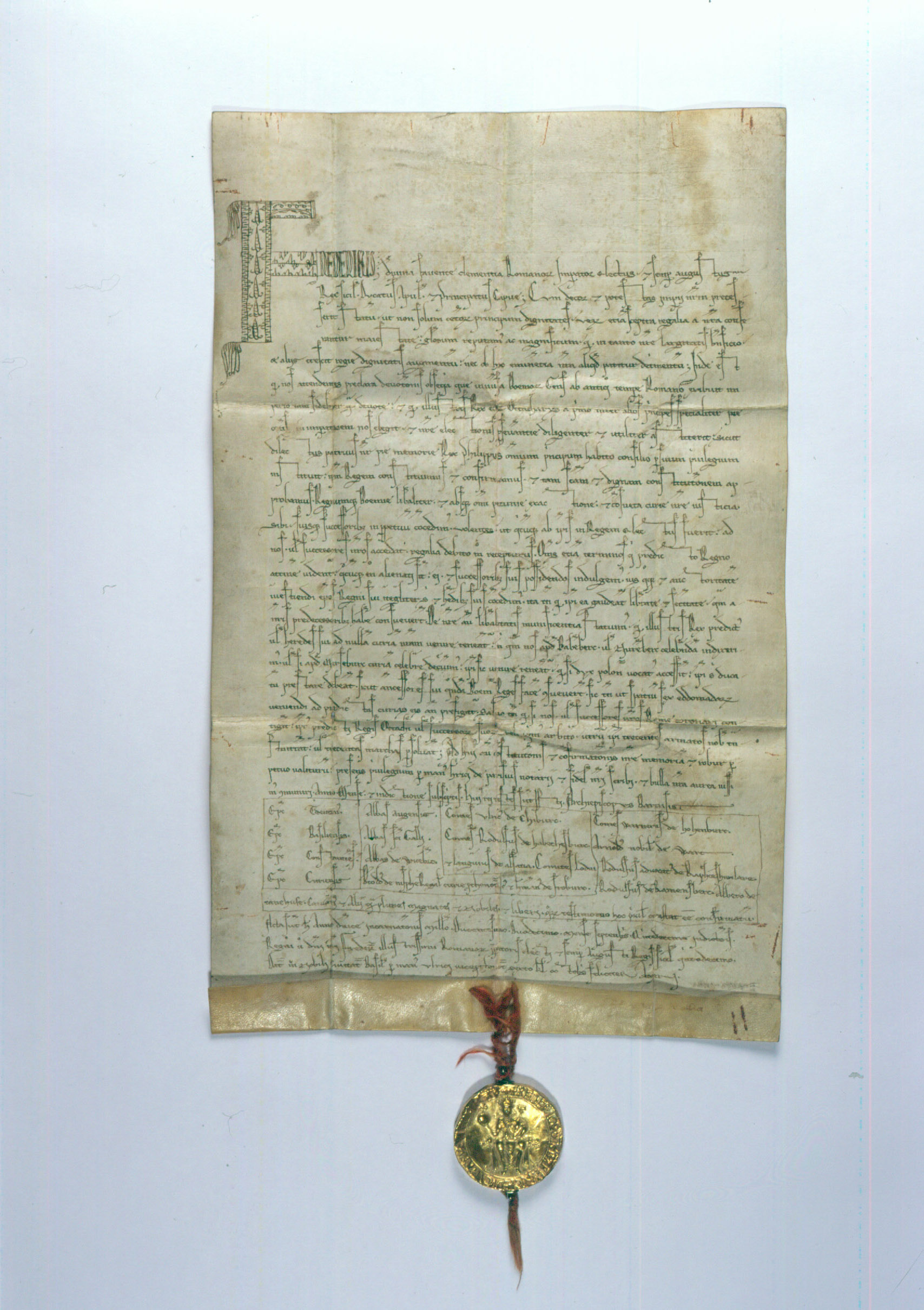
26 septembre : Bulle d'or de Sicile.

- 26 septembre : la bulle d’or de l’empereur Frédéric II confirme le roi de Bohême Ottokar Ier dans tous ses privilèges : son trône monarchique, son droit d’investiture des évêques et les frontières de son royaume (duché de Bohême et margraviat de Moravie).
- Fin novembre : parlement de Pamiers contre l’hérésie, débouchant en décembre à la rédaction des statuts de Pamiers, imposant les coutumes de Paris en Toulousain et Albigeois[24].
- 5 décembre : Frédéric II est élu roi des Romains une seconde fois par la diète de Francfort[25].
- 9 décembre : couronnement de Frédéric II à Mayence[25].

- Le parti populaire parvient au pouvoir à Milan[26].
- François d'Assise, en pèlerinage à Compostelle fonde le premier couvent des frères mineurs en Espagne à Sangüesa, en Navarre (1212-1213)[27].
- La fête des fous est interdite par le concile de Paris[28].